# Notopleura hurtadoi
Notopleura hurtadoi är en måreväxtart som beskrevs av Charlotte M. Taylor. Notopleura hurtadoi ingår i släktet Notopleura och familjen måreväxter. Inga underarter finns listade i Catalogue of Life.